# Сант'Иларио дело Јонио
Сант'Иларио дело Јонио (итал. Sant'Ilario dello Ionio) је насеље у Италији у округу Ређо ди Калабрија, региону Калабрија.
Према процени из 2011. у насељу је живело 345 становника. Насеље се налази на надморској висини од 158 м.

## Становништво
Према резултатима пописа становништва 2011. у општини је живело 1.332 становника.
| 1931. | 1936. | 1951. | 1961. | 1971. | 1981. | 1991. | 2001. | 2011. |
| ----- | ----- | ----- | ----- | ----- | ----- | ----- | ----- | ----- |
| 2.635 | 2.872 | 2.989 | 2.358 | 1.866 | 1.607 | 1.565 | 1.389 | 1.332 |